# Oberösterreichische Voralpen
Oberösterreichische Voralpen er en bjerggruppe i de Nordlige kalkalper i Alperne beliggende i den østrigske delstat Oberösterreich. Store dele af bjergmassivet befinder sig i Nationalpark Kalkalpen. Bjerggruppen omkranses af Salzkammergutbjergene mod vest, Totes Gebirge mod sydvest, Ennstaler Alperne mod sydøst og Ybbstaler Alperne mod øst.

## Bjerge
Bjerggruppen har en højde mellem 1.200 og 1.800 m.o.h.
De mest markante områder er Reichraminger Hintergebirge samt Sengsengebirge, hvor også det højeste bjerg i Oberösterreichische Voralpen Hoher Nock ligger (1.963 m.)
Andre større bjergtoppe er
- Kremsmauer (1.604 m.)
- Traunstein (1.691 m.)